# Cartosat-3
Cartosat-3 est une série de satellites d'observation de la Terre indiens de l'agence spatiale indienne (ISRO) qui font partie du programme Cartosat. Cette série de satellites répond à la fois  à des besoins de  cartographie et de reconnaissance militaire. Le premier satellite de la série a été placé en orbite en 2019. 

## Contexte
Ces satellites constituent la  3e génération des satellites Cartosat et prennent la suite des Cartosat-2. Cartosat-3 est le 8e satellite de cette série. Les données de la plupart de ces satellites sont exclusivement utilisées par les forces armées indiennes (satellite de reconnaissance). Toutefois des accords ont été passés avec des agences gouvernementales autorisant l'usage de ces images pour des besoins de cartographie et de détermination des activités. Ces images sont également utilisées pour la planification des infrastructures urbaines et rurales, le contrôle de l'utilisation des régions côtières, etc. 

## Caractéristiques techniques
Le satellite Cartosat-3 est stabilisé 3 axes et a une masse de 1 625 kg. Il est alimenté en énergie par des panneaux solaires qui fournissent 2000 watts. Le satellite, qui est construit autour d'une plateforme IRS-2 développée par l'ISRO pour ses satellites d'observation de la Terre, a une durée de vie minimum de 5 ans.
La charge utile est constituée par un imageur dont la partie optique est un télescope de 1,2 mètre qui pèse 60 % de moins que le même instrument sur Cartosat-2. Un imageur à cinq canaux fournit des photos dans cinq bandes spectrales : un canal panchromatique avec une résolution spatiale de  25 cm et quatre canaux étroits (0,45 -0,52 ; 0,52 -0,59 ; 0,62 -0,68 ; 0,77 -0,86) en lumière visible et proche infrarouge avec une résolution spatiale de 1,2 mètre. La largeur de fauchée est de 17 kilomètres. Le satellite peut effectuer des prises de vue de la surface qui ne se situent pas sous son nadir en pivotant dans l'axe de son déplacement de +45° ou perpendiculairement à celui-ci de +26°. Il peut effectuer des prises d'image continues sur une longueur de 4200 kilomètres et photographier 28 zones distinctes au cours d'une seule orbite. La résolution radiométrique est de 11 bits. Les données sont stockées dans trois mémoires de masse d'une capacité unitaire de 3,6 térabits. Le satellite transmet les données aux stations terriennes en bande X avec un débit de 960 mégabits par seconde et en bande Ka avec un débit de 2800 mégabits par seconde,.

## Historique des lancements
Le premier satellite de la série, Cartosat-3, est lancé le 27 novembre 2019 par le lanceur PSLV avec 13 autres nanosatellites commerciaux américains depuis la pas de tir  SLP du centre spatial de Satish-Dhawan, à Sriharikota. Les nanosatellites sont lancés dans le cadre d'un accord commercial passé par le NewSpace India Limited (NSIL), le bras commercial de l'ISRO. Cartosat-3 est placé sur une orbite héliosynchrone de 509 km avec une inclinaison orbitale de 97,5°. Deux autres  satellites de la série, Cartosat-3A et Cartosat-3B, doivent être lancés vers 2022.
| Satellite   | Date lancement   | Base de lancement | Lanceur | Identifiant Cospar | Statut       |
| ----------- | ---------------- | ----------------- | ------- | ------------------ | ------------ |
| Cartosat-3  | 27 novembre 2019 | Satish-Dhawan     | PSLV-XL | 2019-081A          | Opérationnel |
| Cartosat-3A | vers 202x        | Satish-Dhawan     | PSLV-XL | en développement   |              |
| Cartosat-3B | vers 202x        | Satish-Dhawan     | PSLV-XL | en développement   |              |